# Fred Coury
Fred Coury (20 de octubre de 1967 en Johnson City, Nueva York) es un baterista estadounidense, reconocido por su asociación con la banda de hard rock Cinderella. Los músicos que lo han inspirado han sido Keith Moon, Neil Peart, Peter Criss, Bobby Blotzer, Tommy Lee y Tommy Aldridge.

## Carrera
A los 12 años empezó a tocar la batería. A los 14 tuvo la oportunidad de ver a Keith Moon junto a The Who en una presentación en Toronto, Canadá. En ese momento se interesó aún más por ser un baterista profesional. A la edad de 19 fue vinculado a la banda Cinderella, donde tocó en la mayoría de álbumes de estudio de la agrupación. También ha tocado en otras bandas como London, Arcade (junto a Stephen Pearcy de Ratt) y Guns N' Roses (sustituyendo a Steven Adler en 1988 por un breve periodo de tiempo).

## Discografía con Cinderella
- 1986: Night Songs
- 1988: Long Cold Winter
- 1990: Heartbreak Station
- 1991: Live Train to Heartbreak Station
- 1994: Still Climbing
- 1997: Once Upon A...